# Jāwar
Jāwar är en ort i Indien.   Den ligger i distriktet Sehore och delstaten Madhya Pradesh, i den centrala delen av landet, 600 km söder om huvudstaden New Delhi. Jāwar ligger 496 meter över havet och antalet invånare är 7 753.
Terrängen runt Jāwar är platt, och sluttar norrut. Runt Jāwar är det ganska tätbefolkat, med 185 invånare per kvadratkilometer. Närmaste större samhälle är Iklehra, 18,9 km nordväst om Jāwar. Trakten runt Jāwar består till största delen av jordbruksmark.